# Ольястра
Олья́стра (итал. Provincia dell'Ogliastra, сард. Provìntzia de s'Olgiastra) — бывшая провинция в Италии, в регионе Сардиния с административным центром в двух городах: Тортоли и Ланузеи. Образована в 2001 году путем выделения из провинции Нуоро исторической области Ольястра. Согласно закону от 4 февраля 2016 года провинция была упразднена, а её муниципалитеты возвращены в провинцию Нуоро.